# HD 45050
HD 45050，又名BD+01 1332，SAO 113855、HR 2312，是一颗恒星，视星等为6.66，位于銀經208.6，銀緯-5.12，其B1900.0坐标为赤經6h 20m 7.6s，赤緯+1° -5.12′ 24″。